# Mabuli
Mabuli är en ort i Botswana. Den ligger i den södra delen av landet, 180 km sydväst om huvudstaden Gaborone. Mabuli ligger 1 113 meter över havet och antalet invånare är 1 665.
Terrängen runt Mabuli är platt. Runt Mabuli är det ganska glesbefolkat, med 38 invånare per kvadratkilometer..
Omgivningarna runt Mabuli är i huvudsak ett öppet busklandskap.